# RTVE Play
RTVE Play és un servei de video sota demanda i emissió de televisió en línia de RTVE, anteriorment conegut com RTVE A la Carta. La plataforma permet veure i escoltar els canals de Radio Nacional de España i Televisió Espanyola, a més dels continguts exclusius.

## Versió internacional
Existeix una versió internacional anomenada RTVE Play+ que permet veure sèries i programes de RTVE per internet fora d'Espanya amb un cost mensual de 4,99 dòlars al mes. La plataforma permet tres reproduccions simultàneas i disposa d'una pàgina web i d'una aplicació diferenciades de RTVE Play.